# Escalaplano
Escalaplano é uma comuna italiana da região da Sardenha, na província da Sardenha do Sul, com cerca de 2.527 habitantes. Estende-se por uma área de 93 km², tendo uma densidade populacional de 27 hab/km². Faz fronteira com Ballao (CA), Esterzili, Goni (CA), Orroli, Perdasdefogu, Seui, Villaputzu (CA).

## Demografia
| Variação demográfica do município entre 1861 e 2011                               |
|                                                                                   |
| Fonte: Istituto Nazionale di Statistica (ISTAT) - Elaboração gráfica da Wikipedia |